# Гарфілд (Міннесота)
Гарфілд (англ. Garfield) — місто (англ. city) в США, в окрузі Дуглас штату Міннесота. Населення — 349 осіб (2020).

## Географія
Гарфілд розташований за координатами 45°56′16″ пн. ш. 95°29′55″ зх. д. / 45.93778° пн. ш. 95.49861° зх. д. (45.937740, -95.498539).  За даними Бюро перепису населення США в 2010 році місто мало площу 2,02 км², з яких 2,00 км² — суходіл та 0,02 км² — водойми.

## Демографія
Згідно з переписом 2010 року, у місті мешкали 354 особи в 142 домогосподарствах у складі 94 родин. Густота населення становила 175 осіб/км².  Було 158 помешкань (78/км²).
Расовий склад населення:
| - 96,3 % — білих - 0,3 % — чорних або афроамериканців |

До двох чи більше рас належало 3,1 %. Частка іспаномовних становила 0,8 % від усіх жителів.
За віковим діапазоном населення розподілялося таким чином: 28,2 % — особи молодші 18 років, 62,5 % — особи у віці 18—64 років, 9,3 % — особи у віці 65 років та старші. Медіана віку мешканця становила 33,3 року. На 100 осіб жіночої статі у місті припадало 94,5 чоловіків;  на 100 жінок у віці від 18 років та старших — 108,2 чоловіків також старших 18 років.
Середній дохід на одне домашнє господарство  становив 50 350 доларів США (медіана — 39 250), а середній дохід на одну сім'ю — 58 174 долари (медіана — 50 000). Медіана доходів становила 42 917 доларів для чоловіків та 33 750 доларів для жінок. За межею бідності перебувало 10,8 % осіб, у тому числі 10,3 % дітей у віці до 18 років та 9,3 % осіб у віці 65 років та старших.
Цивільне працевлаштоване населення становило 159 осіб. Основні галузі зайнятості: освіта, охорона здоров'я та соціальна допомога — 24,5 %, виробництво — 19,5 %, роздрібна торгівля — 17,0 %.